# Norröna
Die Norröna [ˈnɔrøːna] ist eine RoPax-Fähre der färöischen Reederei Smyril Line. Sie verbindet die Färöer mit Häfen in Dänemark und Island. Die früheren Verbindungen zu den Shetlandinseln, nach Schottland und Bergen in Norwegen wurden 2009 eingestellt.

## Geschichte

### Bau
1995 gab es erste Überlegungen bei Smyril Line, ein neues Schiff anzuschaffen. Mit der Aufnahme des ganzjährigen Fährbetriebs 1998 wurde ein Schiffsneubau beschlossen und am 12. November 1999 ein Vertrag mit der Flensburger Schiffbau-Gesellschaft (FSG) unterzeichnet. Gebaut wurde das Schiff unter der Baunummer 694 auf der Flender-Werft in Lübeck. Die Kiellegung erfolgte am 7. Januar 2002, der Stapellauf am 24. August 2002. Die Norröna war das letzte Schiff, das die Flender-Werft ablieferte, bevor sie wegen Insolvenz geschlossen wurde. Die Baukosten betrugen 93,4 Millionen Euro. Der Entwurf des Schiffes stammte vom dänischen Schiffsarchitekturbüro Knud E. Hansen.
Der Neubau wurde am 7. April 2003 an Smyril Line abgeliefert und seine Vorgängerin gleichen Namens wurde in Norröna I umbenannt. Diese wurde im April 2004 an Operation Mobilisation verkauft, nachdem sie im Frühjahr 2004 nach einer Havarie der Norröna noch einmal im Ersatzdienst verkehrte.

### Einsatz
Das Schiff wird als Fähr- und Frachtschiff eingesetzt. Anfangs bediente es die Linie Hanstholm–Tórshavn zweimal wöchentlich mit einer Ladekapazität von 13.000 Tonnen Gütern pro Woche. Im Winter kann es von einer Kernbesatzung mit 20 Mann betrieben werden.
Seit dem Winterhalbjahr 2005/06 verkehrt die Norröna ganzjährig bis Seyðisfjörður, wobei Islandreisende von Montagvormittag bis Mittwochabend (die Norröna fuhr in der Zeit nach Bergen und Scrabster) einen Zwischenstopp auf den Färöern einlegen mussten. Der früher im Sommerhalbjahr angelaufene Hafen Lerwick wurde nicht mehr bedient, dafür lief das Schiff seit dem Sommer 2007 den im äußersten Norden Schottlands gelegenen Hafen Scrabster an.
Wegen wirtschaftlicher Schwierigkeiten der Reederei im Herbst 2008, die nur durch eine finanzielle Zuwendung der färöischen Regierung abgewendet werden konnten, galt ab Januar 2009 ein geänderter Fahrplan. Scrabster und Bergen werden seitdem nicht mehr angefahren. In den Wintermonaten fuhr die Norröna vom dänischen Hafen Esbjerg einmal wöchentlich nach Tórshavn und zurück. In den Sommermonaten fanden zwei Touren pro Woche von Hanstholm nach Tórshavn statt, von denen eine weiter nach Seyðisfjörður ging. Damit konnte mehr Fracht zwischen Dänemark und den Färöern transportiert werden, und gleichzeitig wurde die touristisch interessante und daher lukrative Linie nach Island ohne langen Aufenthalt bedient. Im Frühjahr und Herbst war eine Verbindung pro Woche auf der Strecke Esbjerg–Tórshavn–Seyðisfjörður–Tórshavn–Esbjerg gegeben.
Ab dem 2. Oktober 2010 gab es eine erneute Änderung des Fahrplans: Die Norröna läuft seitdem Hirtshals als Hafen in Dänemark an.
Zwischenzeitlich bediente Smyril Line die Passagierroute nach Island ganzjährig einmal pro Woche, ergänzt in den Sommermonaten Juni bis August durch eine zusätzliche Fahrt Dänemark–Färöer–Dänemark. 
Seit 2023 verkehrt die Fähre zwischen Mitte November und Ende März nur noch zwischen Hirtshals und Tórshavn und fährt in dieser Zeit Island nicht an.
Aufgrund der Wetterbedingungen auf dem Nordatlantik weist die Reederei allerdings auf mögliche Unregelmäßigkeiten hin.
Bei ungünstigem Wetter dienen die dänischen Häfen Hanstholm und Frederikshavn sowie Kollafjørður auf den Färöern als Ausweichhäfen.

### Umfassende Modernisierung 2020/21
Am 19. Dezember 2020 erreichte die Norröna auf ihrer letzten Fahrt 2020 die Fünen-Werft Fayard in Munkebo. Dort ließ Smyril Line mit rund 100 Mio. DKK eine umfassende Renovierung vornehmen. Unter anderem wurden 50 zusätzliche Kabinen mit erhöhtem Komfort errichtet und Deck 10 erhielt eine Aussichtsplattform sowie ein neues Panoramarestaurant. Am 6. März 2021 begab sich die Nörröna wieder auf Fahrt. Während der Überholungszeit wurde ein Frachtschiff gechartert, das den Frachtverkehr übernahm; Passagiere wurden in dieser Zeit nicht transportiert.

### Zwischenfälle
Im Januar 2004 stieß die Norröna im Hafen von Tórshavn an die Hafenmauer. Diese Kollision beschädigte einen Propeller so sehr, dass sie erst wieder im März 2004 auslaufen konnte. In dieser Zeit wurde der Fährbetrieb mit dem Vorgängerschiff Norröna I aufrechterhalten.
In Zusammenhang mit dem Orkan „Kyrill“ kam es im Januar 2007 zu nachhaltigen Beschädigungen im Rumpfbereich der Norröna. Bugstrahlruder und Stabilisatoren wurden beschädigt, und das Schiff musste auf der Werft Blohm & Voss in Hamburg instand gesetzt werden.
Bei starkem Seegang mit zwölf Meter hohen Wellen geriet im November 2007 einer der Propeller kurzzeitig aus dem Wasser. Daraufhin schalteten sich die Maschinen automatisch ab, so dass das Schiff für zwölf Minuten manövrierunfähig war. Zudem wurde der Steuerbordstabilisator abgerissen und beschädigte den Schiffsrumpf. Durch das Leck 20 Zentimeter unterhalb der Wasserlinie trat viel Wasser ein. Auf dem Fahrzeugdeck stürzte ein Anhänger um, nachdem die zehn Zurrketten rissen, die ihn fixierten, und zerstörte zwölf Autos; weitere 80 Wagen wurden durch das Rollen der Fähre beschädigt. Von den 325 Personen an Bord wurde keine verletzt.

## Technische Daten und Ausstattung
Das Schiff wird von vier Caterpillar-Sechszylinder-Dieselmotoren des Typs MaK 6M43 mit jeweils 5400 kW Leistung angetrieben. Die Motoren wirken paarweise über Untersetzungsgetriebe auf zwei Verstellpropeller. Das Schiff ist mit zwei Bugstrahlrudern ausgestattet. Für die Stromversorgung stehen ein Wellengenerator sowie drei Dieselgeneratoren zur Verfügung. Die Generatoren werden von zwei Neunzylinder-Dieselmotoren des Typs MaK 9M20 mit jeweils 1710 kW Leistung und einem Sechszylinder-Dieselmotor des Typs MaK 6M20 mit 1410 kW Leistung angetrieben.
Das Schiff ist mit Stabilisatoren ausgestattet.
An Bord der Fähre befinden sich zwei Fahrzeugdecks. Diese sind über eine Heckrampe zugänglich. Die Verbindung an Bord erfolgt über feste Rampen. Oberhalb der Fahrzeugdecks befinden sich vier Decks mit den Einrichtungen für die Passagiere. Die Fähre ist wesentlich größer und komfortabler ausgestattet als die alte Norröna. Sie fasst 800 statt 300 Pkw und 1480 statt 1050 Passagiere. Zudem stehen mit verschiedenen Kabinenkategorien, Restaurants, Bars und Nachtclub, Fitnessraum, Swimmingpool, Sauna und Solarium, mit Bordkino, Spielautomaten und Animationsprogrammen Angebote vergleichbar mit Kreuzfahrtschiffen zur Verfügung. Insgesamt stehen 318 Kabinen, überwiegend Zwei-, Drei- und Vierbettkabinen, zur Verfügung. Unter dem Fahrzeugdeck befindet sich ein Bereich mit Ruheliegen.

## Bilder

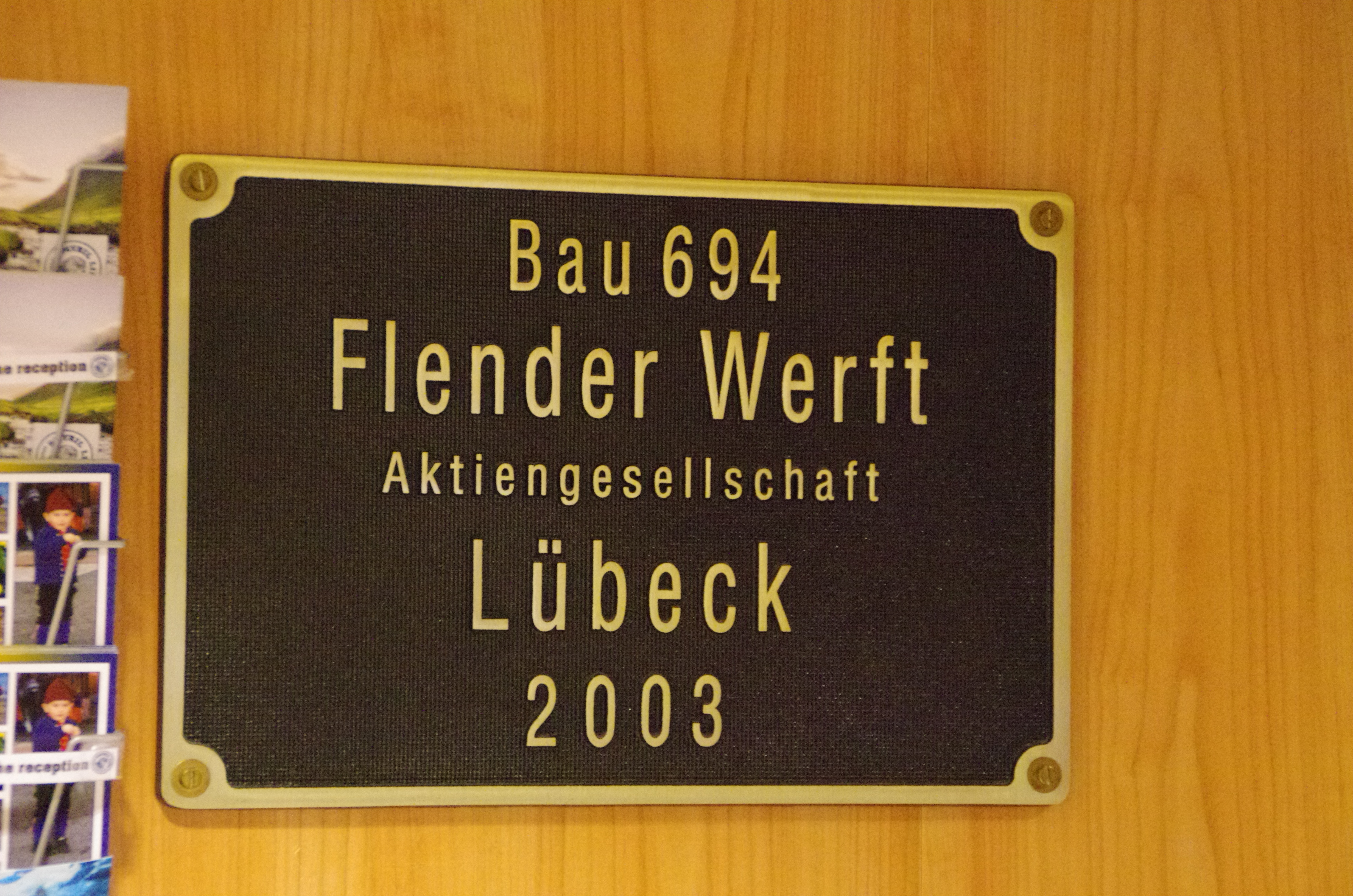
Schiffsplakette der Werft
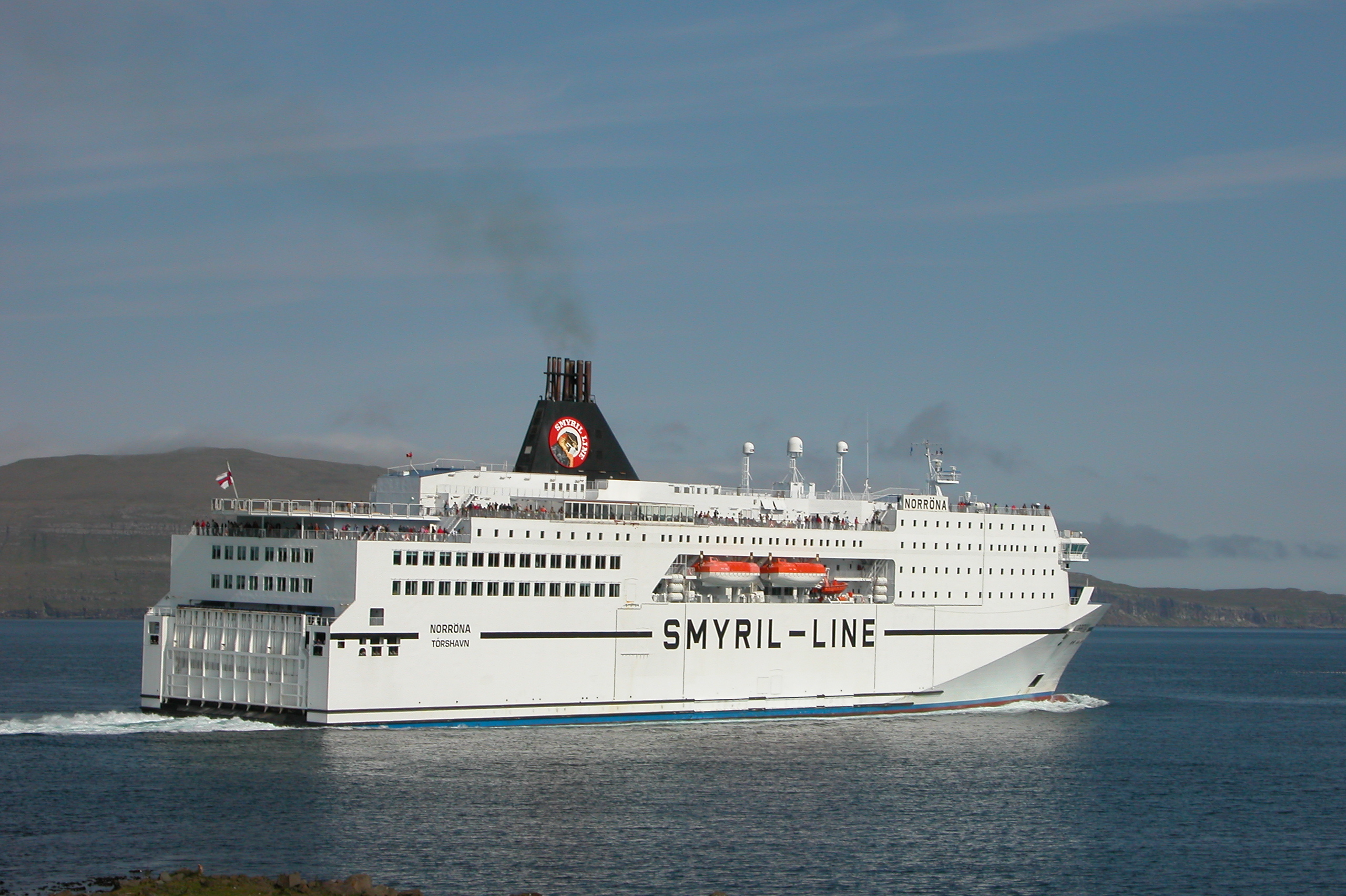
Die Norröna nahe Streymoy
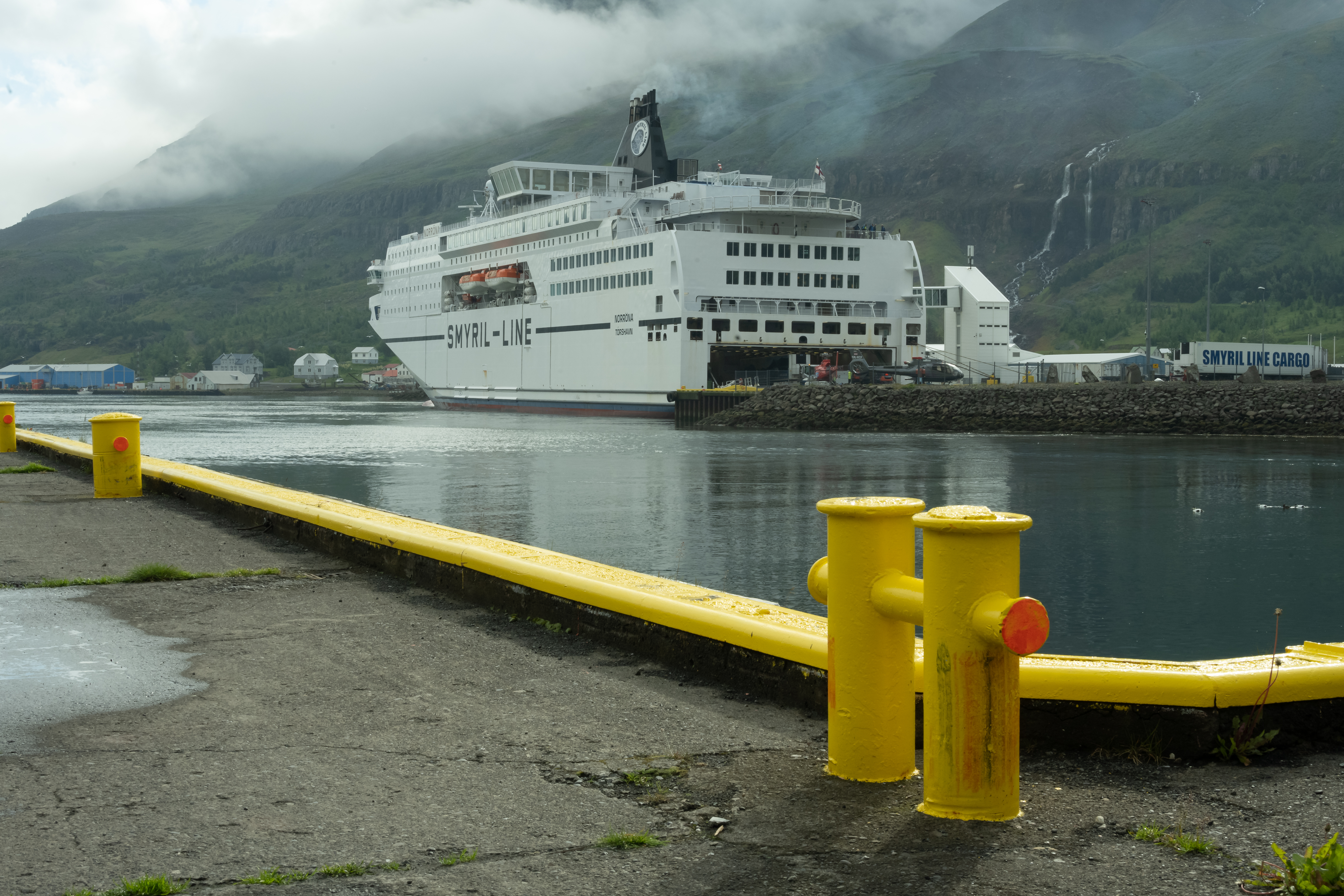
Norröna in Seydisfjördur
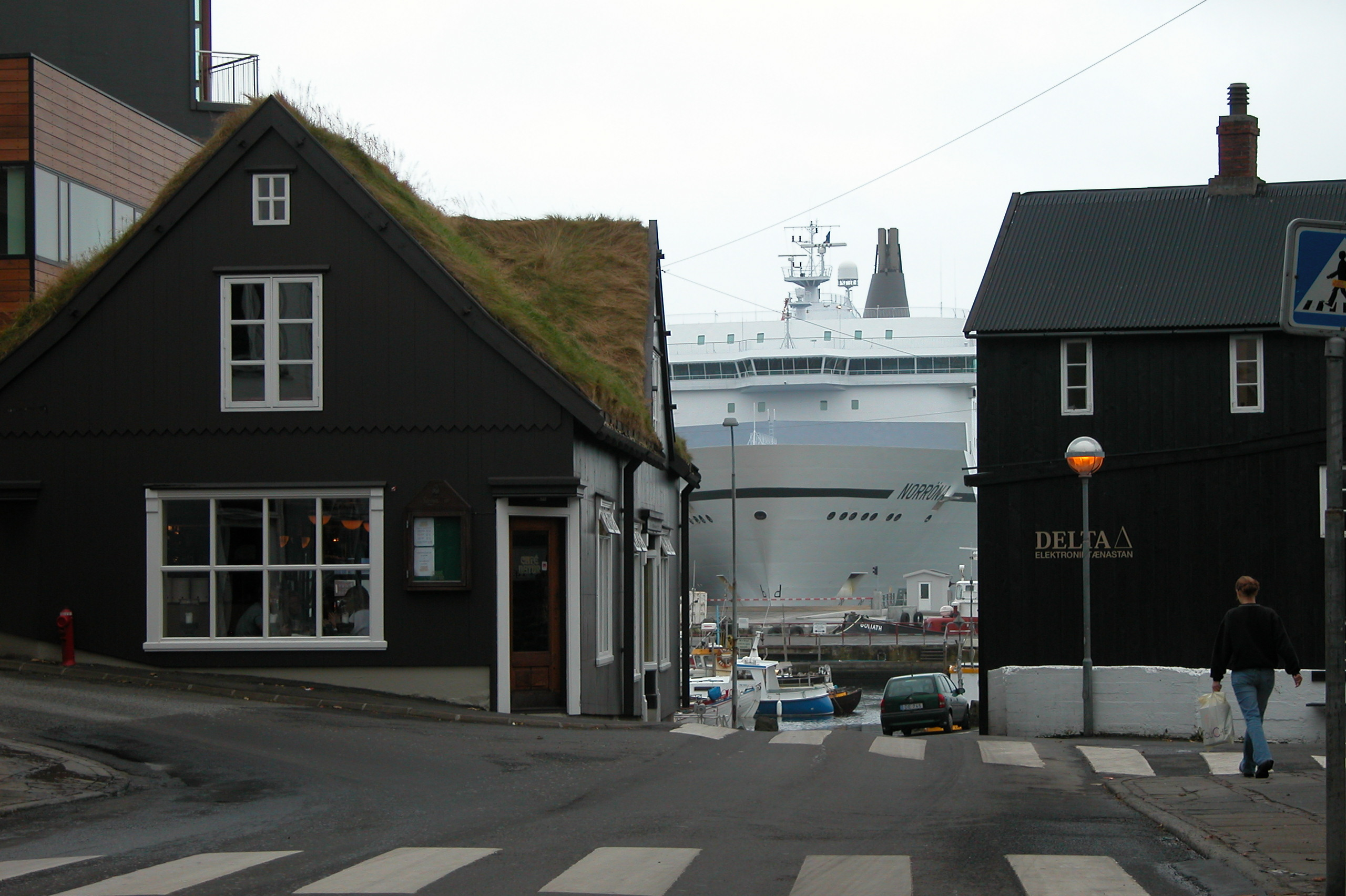
Norröna in Tórshavn
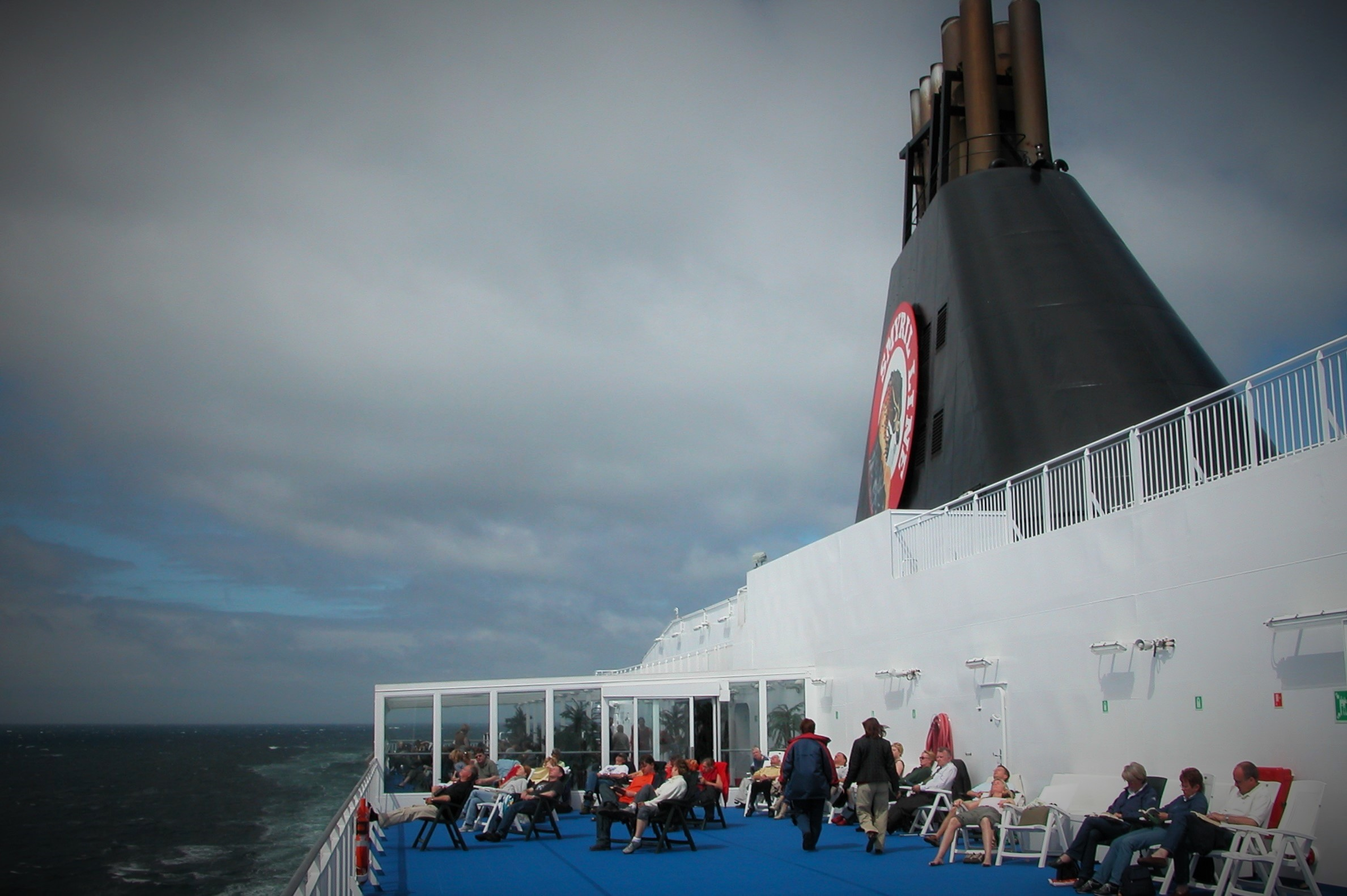
Sommer auf dem Atlantischen Ozean
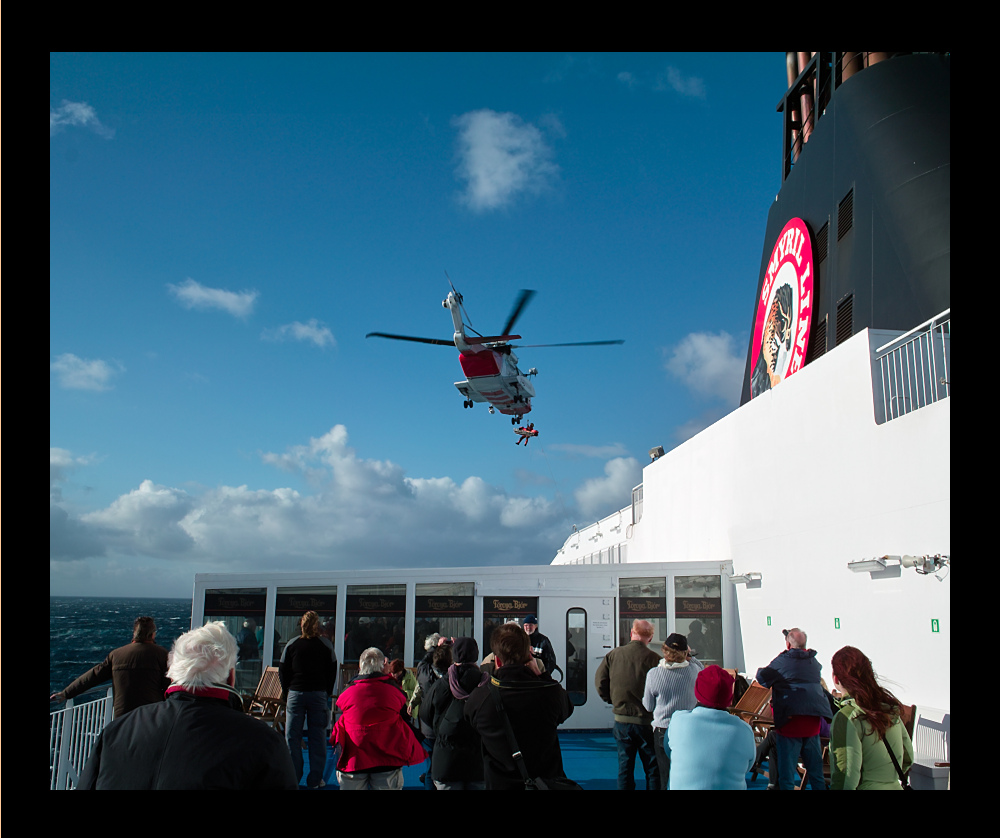
Patient wird bei den Shetland-Inseln ausgeflogen
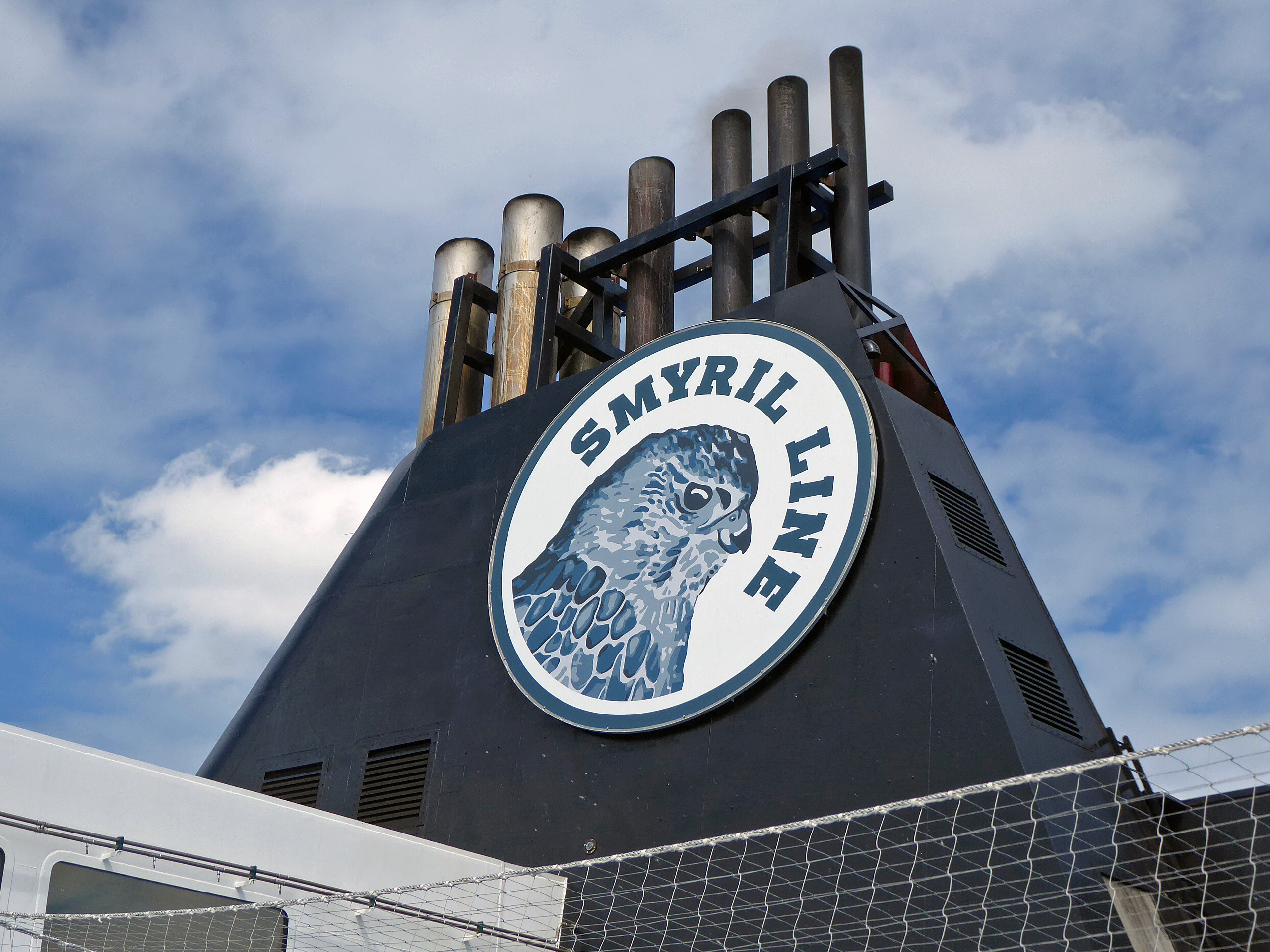
Schornstein 2021

## Norrönaim Film
In der isländischen Fernsehserie Trapped – Gefangen in Island aus dem Jahr 2015 spielt die Norröna eine zentrale Rolle in einem Kriminalfall. Weil auf der Fähre ein Mörder vermutet wird, dürfen die Passagiere nach der Ankunft im Hafen von Seyðisfjörður tagelang nicht von Bord gehen.
2018 entstand der Dokumentarfilm M/S Norröna – Die Königin des Nordatlantik über das Schiff. Der Film von Jan Philip Lange begleitet Passagiere und Besatzung auf der Reise von Hirtshals über die Färöer bis nach Island.
Gleichermaßen wird das Schiff in der Episode Norröna – Die Islandfähre der Dokumentarserie Superschiffe begleitet, die unter anderem beim Fernsehsender Welt ausgestrahlt wird.